# Bilsimulator
En bilsimulator eller køresimulator er maskine, der kan simulerer en køreoplevelse ved hjælp af en eller flere skærme. Bilsimulatorer bruges til underholdning og træning både privat og professionelt. De benyttes også til forskning af menneskelige faktorer og medicin til at observere en chaufførs opførsel, præstation og opmærksomhed i forskellige situationer under sikre betingelser.